# Электричка (песня)
«Электричка» — песня в исполнении Алёны Апиной, выпущенная в 1997 году. Текст произведения написан поэтом Аркадием Славоросовым, а музыка —композитором Олегом Молчановым. Песня вошла в седьмой альбом певицы, «Объяснение в любви», и принесла Апиной премию «Золотой граммофон» (1997) и антипремию «Серебряная калоша» (1997), тогда как авторы «Электрички» стали лауреатами фестиваля «Песня года» (1999).

## История
Песню «Электричка» сочинили Олег Молчанов, являвшийся в 1990-е годы одним из самых востребованных российских композиторов, и его постоянный соавтор Аркадий Славоросов — поэт, писатель и ветеран советского хиппи-движения, автор манифеста «Канон» и человек, придумавший псевдоним «Умка» для Анны Герасимовой. При этом Славоросов, согласно Молчанову, иногда писал сложные стихи, не подходившие для поп-музыки, и одним из таких была «Электричка». Изначально песня имела пять куплетов. Молчанов часть из них убрал, а остальные переделал так, чтобы они все начинались словами: «В городе осень, и дождь, и слякоть». «Для шоу-бизнеса чем хуже, тем лучше. Нужна не высокая поэзия, а цепляющий хук», — объяснял композитор.
В дальнейшем, когда лейблу «Студия Союз» понадобилась танцевальная песня для очередного сборника серии «Союз», рекорд-компания отправила певице Алёне Апиной кассету с несколькими композициями, чтобы она выбрали ту, которую готова записать. Через несколько дней артистке перезвонили c лейбла и спросили, какой трек ей понравился. Постеснявшись признаться, что кассету она так и не послушала, Апина наугад сказала «первый» — им оказалась «Электричка». Композицию певица в итоге записала с одного дубля и без особенного усердия. Успев после этого забыть про песню, она через некоторое время услышала её по радио: «У меня нет такой песни, — чуть не закричала я, услышав объявление. А потом она зазвучала, и я вспомнила».
Композиция вышла в 1997 году, получив ряд наград и став хитом в России и СНГ (впоследствии на неё также были записаны кавер-версии на сербском и корейском языках) и с тех пор является неотъемлемой частью концертного репертуара Апиной. «Я выступала на каких-то корпоративах с этой песней, но было условие: я пою только „Электричку“ восемь раз и всё, больше ничего», — приводила певица пример популярности песни. В 2003 году Апина представила сиквел композиции, получивший название «Электричка 2», который однако успеха у широкой публики не имел.

## Видеоклип
На песню вышло музыкальное видео с сюжетом про серую зимнюю Москву, грустную девушку и весёлого клоуна, которому в какой-то момент помогают танцующие рабочие в оранжевых жилетах. Режиссёром клипа выступил Андрей Лукашевич, описавший общий подход к созданию ролика как «модно и красиво снять и придумать какую-нибудь мелодраматическую историю для девочек». Главные роли в видео сыграли актриса Олеся Поташинская и телеведущий Александр Пряников. Сама Апина по ходу клипа показана поющей песню в студии. Электрички в ролике не было, но чтобы как-то обыграть название композиции для него засняли игрушечную железную дорогу с едущим по ней паровозом и настоящие железнодорожные пути Казанского вокзала.

## Оценки и трактовки
Музыкальный журналист Александр Горбачёв в своей книге «Не надо стесняться. История постсоветской поп-музыки» (2021) охарактеризовал «Электричку» как обнадёживающее синтезаторное диско, которое звучит как своего рода сиквел советской эстрадной классики про последнюю электричку, но только без хэппи-энда, поскольку в песне Апиной мужчина успел сесть на поезд, и любовь закончилась. При этом с учётом личности Аркадия Славоросова Горбачёв предположил, что такая перекличка хита 1990-х годов с советским шлягером была сделана осознанно. Журналист Максим Кононенко в собственной колонке о российской поп-музыке в 2005 году назвал «Электричку» одной из лучших песен в истории русской поп-культуры. По словам Олега Молчанова, сначала он стеснялся «Электричку», расценивая её как позорное пятно в своей биографии: «Я считаю себя музыкантом талантливым, у меня песни выдающиеся — а это так, халтурка какая-то», — вспоминал он. Однако позднее композитор, по его собственным словам, успокоился, поняв, что раз людям песня нравится, значит она легла в душу, в сердце русского народа.

## Награды
| Год  | Награда             | Категория                                  | Номинант                   | Итог   | Прим.  |
| ---- | ------------------- | ------------------------------------------ | -------------------------- | ------ | ------ |
| 1997 | «Золотой граммофон» | —                                          | Алёна Апина                | Победа | [ 7 ]  |
| 1997 | «Серебряная калоша» | «Новые песни о старом», или «Плагиат года» | Алёна Апина                | Победа | [ 10 ] |
| 1999 | «Песня года»        | —                                          | О. Молчанов, А. Славоросов | Победа | [ 11 ] |

## Видеоматериалы
- Артём Ковяшов (24 декабря 2024). Алёна Апина — «Электричка». Хит сториз. Муз-ТВ.
- Иван Цыбин (31 октября 2015). Алёна Апина — «Электричка». Закрома Родины. Пятый канал.
- Хит-просвет (29 января 2021). Хит-просвет от Апиной — «Электричка». Настроение. ТВЦ.

## Полезные ссылки
- Апина исполняет «Электричку» в финале фестиваля «Песня года» (1999) на YouTube

## Комментарии
1. ↑  По мнению организаторов антипремии, «Электричка» имела музыкальное сходство с песней Аллы Пугачёвой «Осенний поцелуй»[8]. Шуточный приз — коробку от ксерокса — вручил музыкальный критик Артур Гаспарян[9].